# Maxplatz (Nürnberg)

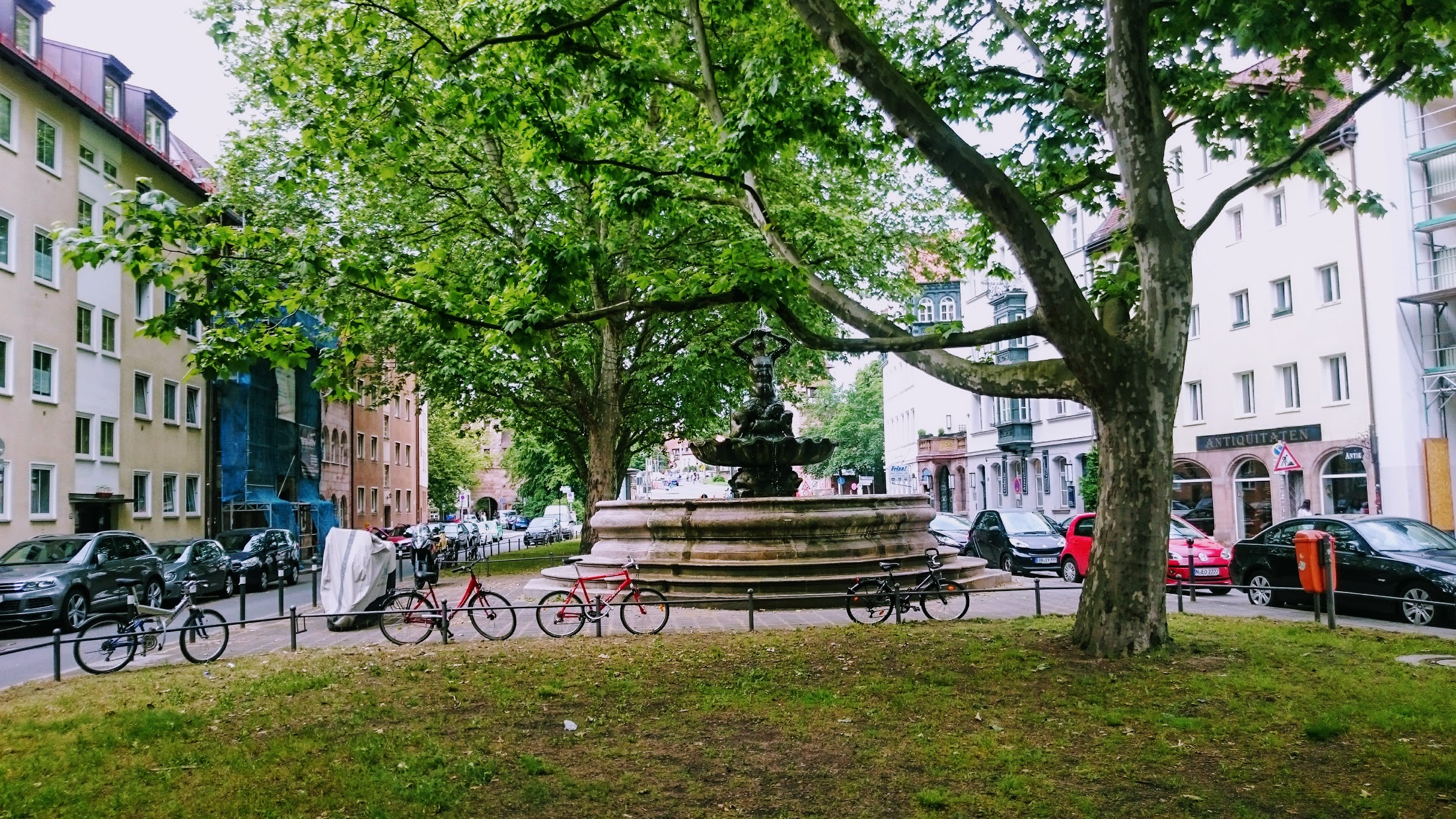
Maxplatz (2016)

Der Maxplatz (früher Maximiliansplatz urspr. Neuer Bau) ist ein länglicher, in Ost-West-Richtung verlaufender Straßenplatz in der Nürnberger Altstadt. Es handelte sich ursprünglich um einen, in Umrissen heute nur noch rudimentär erkennbaren, in der Barockzeit angelegten Platz. Er liegt parallel zur südlich verlaufenden Pegnitz unmittelbar innerhalb der Stadtmauer am Hallertor, von dem aus er sich Richtung Hauptmarkt erstreckt. Im Westen verbindet der Kettensteg den Maxplatz mit der Kreuzgasse, im Osten führt die Maxbrücke zum Unschlittplatz. Nach Nordosten verläuft die Weißgerbergasse.

## Geschichte

Neuer Bau, 1720 (Stich von Delser)

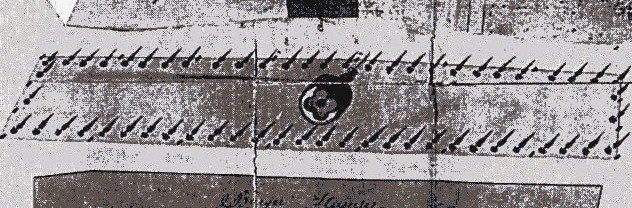
Umgestaltungs- und Pflanzplan von 1811

Umgestalteter Maxplatz mit Pappelalleen (im Vordergrund der Dürer-Pirckheimer-Brunnen), zeitgenössische Ansicht von 1841 (Zeichnung von Wilder)

### Barockzeit
Der Neuerbaw, später Neuer Bau oder Auf dem neuen Baue genannte Platz entstand in der Barockzeit. Formal erinnert er in seiner länglichen und an einem Ende ausgerundeten Grundrissform an die Piazza Navona in Rom. Wie diese hatte er ab 1684 drei Brunnen, den mächtigen barocken Tritonbrunnen – inspiriert durch die römische Fontana del Tritone – in der Platzmitte und seine beiden Nebenbrunnen. Der Platz war ansonsten freigehalten und im 17. und 18. Jahrhundert nicht mit Bäumen bepflanzt.

### 1806 bis 1945
Nach der 1806 erfolgten Einverleibung Nürnbergs in das Königreich Bayern wurde der Platz zu Ehren des regierenden Königs Maximilian I. in Maximiliansplatz umbenannt. Etwa zeitgleich (bis 1811) wurde der Platz dann in romantisch-klassizistischem Sinne konsequent umgestaltet. Der Tritonbrunnen verlor sein barockes Brunnengitter. Im Rahmen der Umgestaltung verschwanden auch die beiden Nebenbrunnen. Der Platz wurde dann mit zwei Reihen Pappeln bepflanzt und die Platzmitte als Promenade bekiest. Die Umgestaltung stieß seinerzeit offenbar auf erhebliche aber erfolglose Widerstände, insbesondere seitens des Anliegers und ehemaligen Patriziers Jakob Gottlieb Friedrich von Tucher. Das Stadtkommissariat, die bayerische Oberbehörde setzte sich darüber hinweg.
1821 wurde am östlichen Platzende der klassizistische Dürer-Pirckheimer-Brunnen errichtet. In der zweiten Hälfte des 19. Jahrhunderts ersetzte man die Pappeln durch Platanen.
Der Bereich um den Maxplatz ist bei Luftangriffen 1945 erheblich zerstört worden, der Tritonbrunnen war teilzerstört.

### Nach 1945
1967 wurde die zentrale Grünanlage durch die verkehrsorientierte Umgestaltung des Platzes und dessen Einbeziehung in die (heute aufgelassene) Ost-West-Durchfahrt der Sebalder Altstadt teilzerstört. „Um Raum für die Verkehrsachse zu schaffen, erhielt das ehemals strenge Häuser-Rechteck östlich des Brunnens eine keilförmige Erweiterung nordwärts in das Ruinengelände hinein, während im Westen die Grünanlage schräg abgeschnitten und bis auf wenige Meter verschmälert wurde. (…) Brunnen und Anlage, bisher (…) symmetrisch inmitten der Umbauung gelegen, rückten jetzt an den Rand (…).“ Im Rahmen dieser grundlegenden Platzumgestaltung wurde auf der westlichen Platzseite die nördliche Baureihe vollständig gefällt. Die überbreite (ehemals vierspurig markierte) Fahrbahn wird heute auch zum Parken genutzt.

## Denkmalgeschützte Objekte
- Haus Nr. 7: Dreigeschossiger Sandsteinquaderbau, 1807, im Neu-Nürnberger Stil.
- Haus Nr. 17: Dreigeschossiger Sandsteinquaderbau, 1720, Spätbarock.
- Haus Nr. 29: spätes 16. Jh., barockisiert um 1750/60, Spätgotik, Barock, Rokoko.
- Haus Nr. 34: Vorderhaus von 1682, Gartensaal von 1680, überarbeitet 1789.
- Haus Nr. 35: Zweigeschossiges Sandsteingebäude, im Kern 16. Jh., im 19. Jh. überformt.
- Haus Nr. 46a: Viergeschossiger Putzbau, 16./17. Jh., im 19. Jh. im Neurenaissance-Stil überformt.
- Haus Nr. 48: Viergeschossiger Sandstein-/Putzbau, im Kern 16. Jh., Renaissance, 1899 im Neurenaissance- und Neubarock-Stil überformt.
- Dürer-Pirckheimer-Brunnen, 1821.
- Tritonbrunnen, 1687.